# Piana di Rossa
Piana di Rossa è una frazione del comune italiano di Rossa, nella provincia di Vercelli, in Piemonte.

## Monumenti e luoghi d'interesse
La frazione Piana è un nucleo compatto di case in pietra, alcune risalenti al XVI secolo, circondato da campi e frutteti coltivati.
Vi si trovano due oratori entrambi dedicati a San Giovanni Battista. Il più piccolo detto San Giovanni "il Vecchio", si trova nei pressi della fontana in pietra del 1881, è di stile romanico e in facciata presenta un affresco fortemente danneggiato raffigurante la Decollazione di San Giovanni Battista del XVII secolo opera di Giovanni Avondo di Balmuccia. L'interno un tempo tutto affrescato ha mantenuto nell'abside, nascosta fino al 1960 da una tavola lignea poi trasferita nella parrocchiale di Rossa, un ciclo di pregevoli affreschi con soggetto Cristo Pantocratore e i quattro evangelisti del XV secolo di scuola lombarda dei De Campo, autori anche di altri dipinti all'oratorio di San Pantaleone a Oro di Boccioleto datati 1477 e nella cappella del Ponte a Fervento.
Gli esigui documenti del XVII secolo descrivono una cappella, probabilmente non molto diversa da quella originaria: di piccole dimensioni, aperta e chiusa solo da cancelli lignei, con copertura a volta e con un piccolo altare di pietra nell’abside. Infatti, nel sondaggio realizzato durante il restauro del 2002, è emersa un’arcata sull’attuale facciata. La cappella doveva essere tutta decorata coni affreschi, ancora presenti a metà del XVII secolo, come si desume dalle indicazioni delle visite pastorali. La scelta di chiudere la facciata è stata dettata probabilmente da un provvedimento preso dall'allora vescovo di Novara, monsignor Carlo Bascapé. Si racconta infatti che la chiusura delle cappelle originariamente aperte, fu dettata dalla necessità di impedire al bestiame (capre, mucche ecc.) di entrare all'interno delle cappelle rovinandole e/o sporcandole.
Probabilmente nel XVIII secolo fu trasformata in oratorio chiuso, con porta tra due finestre e una terza finestra sulla parete sud, con un nuovo altare ed un’elevazione del vano antistante l’abside.
All'inizio dell'Ottocento, si presume che tra la frazione Piana e Rainero si contassero 60 fuochi. Allora i nuclei familiari erano contati per focolare, considerando come un fuoco era composto almeno da tre persone, mamma papà ed un figlio si può ben dire che nelle due frazioni minimo vi abitassero tranquillamente più di 300 persone, ma considerando che ai tempi le famiglie erano molto numerose il numero si potrebbe raddoppiare.
Per questo motivo essendo troppo piccolo il precedente oratorio in relazione alla popolazione, venne eretta un'altra chiesa in pietra a secco, che per distinguerla dalla precedente è chiamata San Giovanni "Nuovo". Il riquadro sopra l'ingresso presenta un affresco raffigurante San Defendente. All'interno l'altare indorato con la pala della Madonna d'Oropa, l'altare laterale aperto sulla parete destra della navata con un quadro raffigurante San Tommaso, un fonte battesimale e le tavole di una Via Crucis.

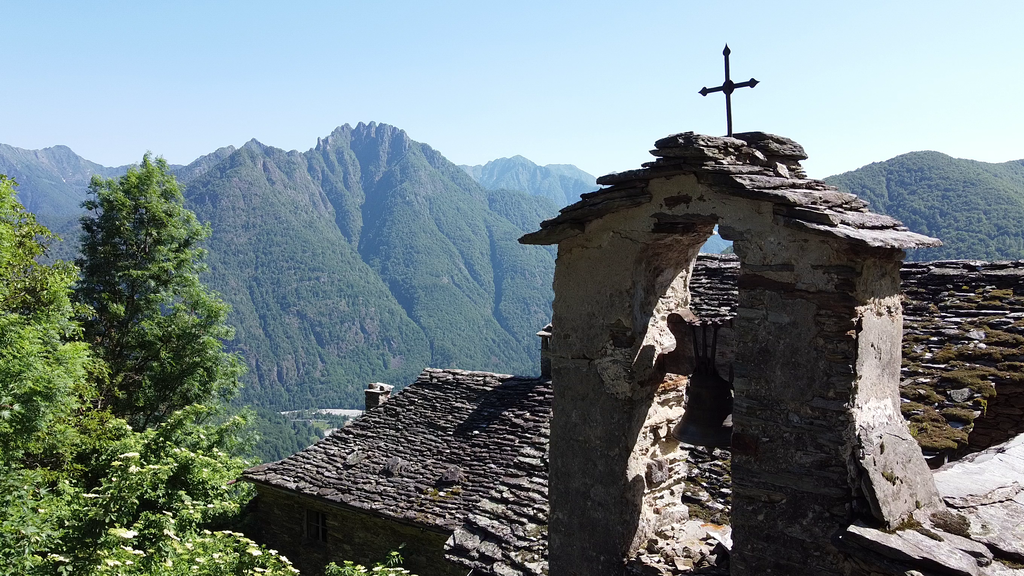
Sullo sfondo i Denti di Gavala, in primo piano il campanile a vela dell'oratorio di San Giovanni "il Vecchio"

## Sentieri
Dalla Piana di Rossa passano diversi sentieri, ciascuno con un proprio segnavia:
- segnavia 400 - indica la mulattiera principale che parte da Rossa e giunge alla frazione. Da qui è possibile continuare sempre per lo stesso sentiero fino alla cima (Pizzo Tracciora di Cervatto) dopo circa 3 ore di cammino;
- segnavia 401 - nei pressi della chiesa di San Giovanni "Nuovo" parte il sentiero che collega la Piana di Rossa con un'altra frazione di Rossa, Rainero. Quest'ultima gode di un ottimo panorama sulla prima parte della Val Piccola o Val Sermenza e presenta un importante oratorio dedicato a Maria Assunta;
- infine, sempre dalla frazione Piana è possibile imboccare un altro sentiero che conduce all'Alpe Fej, alpeggio teatro di un feroce attacco da parte di soldati nazi-fascisti ai danni di alcuni partigiani.

## Festa patronale
Nei tempi antichi la festa patronale era veramente un ritrovo di tutti gli alpigiani che erano sparsi sui vari alpeggi. Era una festa coloratissima, non solo per le donne vestite in costume, ma per i mazzi di fiori che ogni alpigiano portava alla benedizione.
I "Mazzeit d'San Gian" ovvero i mazzi di fiori che venivano portati alla benedizione erano composti da vari fiori ed erbe, ognuna di loro aveva un significato ben preciso e, dopo la festa, venivano portati sugli alpeggi e quando in estate scoppiavano violenti temporali si usava bruciarne un po' sulla soglia della baita per tenere lontani i fulmini.
I mazzi sono così composti: aglio, camomilla, assenzio, antumesc, foglie di noce, frascalam (iperico), menta, penne (i fiori degli asparagi selvatici), fiori di prato, cangei, erba bindella.
Fortunatamente la tradizione di comporre questi mazzi di fiori è resistita fino ai nostri giorni.
Anche la festa continua a tenersi ogni anno ed, in genere, si festeggia il sabato più vicino al giorno di San Giovanni, ossia il 24 giugno.
Oggi la festa prevede la celebrazione della Santa Messa presso la chiesa di San Giovanni "Nuovo", la benedizione dei mazzetti di fiori, l'incanto delle offerte e un piccolo momento conviviale molto sentito e piacevole.